# Suca Lau
Suca Lau ist eine osttimoresische Aldeia. Sie liegt im Nordosten des Sucos Dare (Verwaltungsamt Vera Cruz, Gemeinde Dili). In Suca Lau leben 258 Menschen (2015).

## Geographie

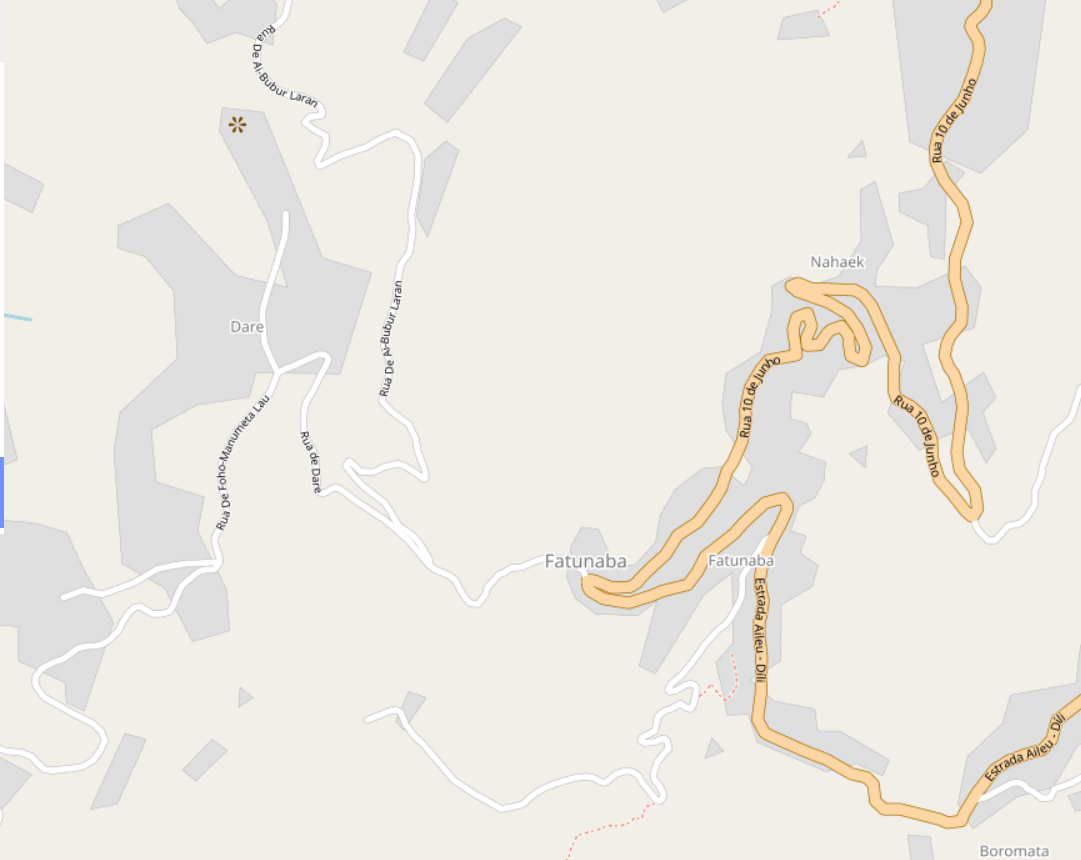
Straßenkarte der Dörfer Dare, Fatu Naba und Nahaec

Westlich von Suca Lau liegt die Aldeia Fila Beba Tua und nördlich die Aldeia Fatu Naba mit der gleichnamigen Ortschaft. Im Südosten grenzt Suca Lau an den Suco Balibar und im Süden an die Gemeinde Aileu.
Die Häuser gruppieren sich entlang der Straße, die im Süden nach Aileu führt, nach Westen nach Dare und nach Norden durch Fau Naba in die Landeshauptstadt Dili.